# Hugues du Puiset (évêque de Durham)
Hugues du Puiset (appelé tantôt Hugh du Puiset ou Hugh Pudsey ; latin : Hugo de Puteaco ; né vers 1125 – mort le 3 mars 1195) fut prince-évêque de Durham et grand  justicier d'Angleterre sous le règne de Richard Cœur de Lion. C'était l'un des neveux d'Etienne de Blois et d'Henri de Blois, qui tous deux assurèrent sa promotion au sein du clergé d'Angleterre. Il occupa pendant des années la charge de trésorier d'York, ce qui le mit en butte à l'archevêque Henri Murdac, lequel s'opposa en vain à l'élection d'Hugues du Puiset au trône d'évêque de Durham en 1153.
Hugues n'eut aucune part à la querelle opposant le roi Henri II à l'archevêque Thomas Becket ; mais ce monarque le soupçonna d'avoir soutenu la rébellion du prince héritier, et d'avoir aidé à l'invasion du nord de l'Angleterre par le roi des Scots, en 1174. Après l'accession au trône du cadet d'Henri, Richard, Hugues racheta la charge de haut-shérif de Northumberland et le comté de Northumbrie. Il racheta surtout la charge de haut-justicier d'Angleterre, qu'il aurait dû partager avec Guillaume de Mandeville, mais qu'il exerça finalement avec William Longchamp, titulaire de cet office depuis 1190.
En tant que prince-évêque, Hugues a laissé le souvenir d'un constructeur avec l'édification du pont en pierre de Durham et l'aménagement de la chapelle de Galilée dans la cathédrale de Durham. Il a également fait dresser un inventaire exact des biens de l'évêché. En tant que mécène, Hugues a eu pour protégé le chroniqueur Roger de Hoveden. De sa maîtresse, il a eu au moins deux bâtards (et sans doute d'autres enfants).

## Archidiacre
Hugues était le fils benjamin du seigneur Hugues du Puiset et d'Agnès, sœur des frères Étienne et Henri de Blois fille d'Étienne II de Blois et par sa mère Adèle, petite-fille de Guillaume le Conquérant. Sa lignée paternelle détenait une seigneurie du Nord de la France. Hugues a dû naître vers 1125, car lorsqu'il fut élu évêque en 1153, il n'avait pas atteint l'âge canonique (28 ans).. Henri acquit pour Hugues l'office d'archidiacre du diocèse de Winchester, quelque temps avant 1139.
Puis Hugues devint archidiacre et trésorier d'York, sans doute vers 1143, grâce à la protection de Guillaume FitzHerbert, qui accomplissait alors son premier mandat d'archevêque. Il se rangea parmi la faction du chapitre qui soutenait la candidature d'Hilaire (en) à la succession de Guillaume, déposé en 1147 ; mais ce fut Henry Murdac, l'abbé de Fountains, candidat des évêques de Durham et Carlisle, respectivement Guillaume de Sainte-Barbe et Æthelwold, qui remporta les suffrages. Murdac excommunia alors Hugues.

## Évêque de Durham sous le règne d'Henri II

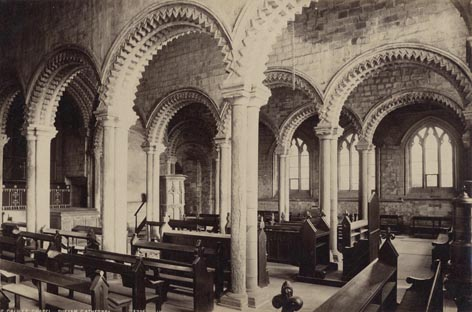
La chapelle de Galilée (cl. 1890).

Mais en dépit de l'opposition d'Henri Murdac, le 22 janvier 1153, Hugues était élu au diocèse de Durham par le chapitre cathédral ; en rétorsion, Murdac excommunia le chapitre de Durham,. Mais Murdac refusant de confirmer cette élection, Hugues ne put être consacré qu'en se rendant en personne à Rome pour bénéficier de la bénédiction papale. Il fut solennellement consacré par le pape Anastase IV le 20 décembre 1153, et intronisé dans sa cathédrale de Durham le 2 mai 1154. Le roi Étienne attribua au nouvel évêque de Durham les droits sur les mines de plomb et d'argent du Weardale, qui lui permirent certainement de battre monnaie.
Malgré certaines sources, Hugues n'a sans doute assisté, ni au couronnement d'Henri II et de la reine Aliénor d'Aquitaine, ni au concile de Clarendon en 1164 qui vit la proclamation des Constitutions de Clarendon, motif de la querelle opposant le roi à Thomas Becket,. Hugues ne prit aucun parti dans cette querelle, quoiqu'il fût présent au couronnement du fils aîné d'Henri (annulé par le pape Alexandre III) en 1170, aux côtés du nouvel archevêque d'York, Roger de Pont L'Évêque. Le couronnement du jeune roi eut finalement pour conséquence l'exécution de Beckett en décembre 1170.
Lorsqu'Henri ordonna le démantèlement de la plupart des châteaux édifiés après la prise de pouvoir du prétendant Étienne, Hugues obtint l'exemption pour son château de Northallerton dans le Yorkshire. Il se fit même construire un autre château à Norham, en le justifiant par la menace que faisaient peser les Scots.
Hugues fut suspecté par le roi Henri II d'avoir, par son inertie, facilité la révolte de 1173-1174 : et en effet, lorsque le roi d'Écosse Guillaume le Lion envahit le nord de l'Angleterre au printemps 1174, Hugues, s'il ne prit aucune part à l'invasion, offrit du moins son aide aux rebelles. La suspicion d'Henri s'était éveillée après les atermoiements du prélat pour se défendre contre les incursions écossaises. D'autre part, Hugues avait conclu des trêves avec les Scots, leur autorisant un droit de passage à travers le diocèse, à la condition qu'ils n'y feraient aucun dommage. Et lorsqu'enfin le neveu de l'évêque, Hugues IV du Puiset, comte de Bar-sur-Seine, amena de France un contingent à Hartlepool prétextant la protection de l'évêque Hugues, le roi Henri y vit un concours actif à la rébellion d'Henri le Jeune. Une fois l'insurrection matée, Henri II ordonna donc de raser le château d'Hugues à Northallerton. Hugues fut sommé par la même occasion de remettre toutes ses forteresses à la Couronne.
Pour ce qui concerne les affaires ecclésiastiques, Hugues assista au concile de Tours (1163) convoqué par le pape Alexandre III. En 1179 il assista au concile du Latran. Là, il se trouva mêlé à la querelle entre le roi des Scots et le chapitre de Saint-Andrews pour l'élection de l'évêque de St Andrews : en effet, le pape lui ordonna de raisonner le roi et de renoncer à la candidature de son chapelain Hugh, mais en 1183 cette ambassade se solda par un compromis.
Au début du règne de Richard Cœur de Lion en 1189, Hugues acquit pour 2 000 livres les charges de comte de Northumbrie et de shérif du Northumberland, et pour 1 000 autres livres celle de Chief Justiciar du royaume, ainsi qu'une dispense de participer à la Croisade. Le diplôme accordant ce comté spécifie d'ailleurs que le roi Richard a investi l'évêque de ce titre « par l'anneau et l'épée », première mention de cette coutume dans une charte. Richard nomma aussi son demi-frère Geoffrey archevêque d'York, le diocèse étant vacant depuis 1181 ; or la vacance prolongée de cette charge avait temporairement étendu les prérogatives d'Hugues du Puiset, qui n'avait plus de supérieur. Geoffrey attendit deux ans sa consécration, jusqu'à ce qu'en 1191, un nouveau pontife, Célestin III, fût élu. Célestin consacra Geoffrey et enjoignit à Hugues de se soumettre à l'autorité de Geoffrey.
Hugues fut nommé au poste de justicier avec pour collègue Guillaume de Mandeville, lequel mourut à peine nommé ; de sorte que Richard le remplaça à ce poste par Guillaume Longchamp, ; toutefois les deux collègues ne s'entendaient pas, de sorte qu'au mois de mars 1190, Richard leur assigna des juridictions distinctes : celle d'Hugues s'étendait au nord du Humber, Longchamp sur le reste du royaume. Ce n'était cependant qu'un décret provisoire, et au milieu des années 1190, Longchamp avait suffisamment discrédité son rival pour obtenir l'exclusivité de l'autorité judiciaire. Longchamp fit arrêter Hugues pour excès de pouvoir et l'obligea à restituer ses châteaux, son comté et ses otages,. Le chroniqueur William de Newburgh jugeait pour sa part qu'il était indigne d'un prélat de concourir pour le poste de grand justicier, et que Dieu se défie d'« un évêque qui cherche à complaire à la fois au roi céleste et au roi terrestre. »
Lorsque le prince Jean, profitant de la captivité de son frère, prit le pouvoir en 1193, Hugues se leva contre ses prétentions et s'empara de quelques-unes des terres septentrionales du prince. De concert avec l'archevêque Geoffrey, il assiégea le château de Tickhill.

## Bilan et postérité
Hugues a fait dresser en 1183 un état des revenus et ressources de son diocèse, y compris ses octrois. Les résultats ont été compilés dans un registre appelé le Livre Boldon. Il a, pendant presque tout son règne, contesté les prétentions de son chapitre à lui interdire de contrôler les frères, : à l'appui de ces prétentions, le chapitre produisait une multitude de documents apocryphes avec le sceau des anciens évêques de Durham. Hugues disputa, enfin certaines de ses enclaves à l'archevêque Roger d'York.
En tant que maître d'ouvrage, Hugues fit édifier le second pont en pierre de Durham, l'actuel Elvet Bridge. Il a lui-même supervisé la réalisation des intérieurs de la cathédrale en panneaux de marbre avec des baies à vitraux, y a déposé une châsse contenant les reliques de Bède le Vénérable, et développa la moitié ouest de l'édifice par une nouvelle chapelle, la chapelle de Galilée. À l'origine, Puiset avait plutôt envisagé la création d'une chapelle Notre-Dame dans la moitié est de la cathédrale, mais le sol ne s'y prêtant guère, les travaux se portèrent sur la chapelle de Galilée, dans l'aile opposée. Cette chapelle est atypique avec ses cinq ailes et ses piliers à lobes quadrifoliés. Une sculpture du nouveau chœur de la cathédrale d'York a peut-être servi de maquette pour cette chapelle. Son porche de style normand, ainsi que la galerie surmontant la grande porte du château de Durham (dans le prolongement du chemin de ronde) ont également été aménagés sous le règne d'Hugues. Avec l'accord du roi des Scots, il lança un premier pont à travers la Tweed à Berwick. Il fit reconstruire le château de Norham, à l'emplacement du donjon de Ranulf Flambard.
Hugues était connu pour ses goûts extravagants et l'opulence de sa cour, ainsi que pour la taille de sa bibliothèque. Son fils Henri fut l'un des otages réclamés par Longchamp en 1190. Un autre de ses fils, Hugues, fut chancelier de Philippe Auguste. Tous deux étaient nés de la maîtresse de l'évêque, Alice de Percy. Cette Alice est peut-être aussi la mère de deux autres fils du prélat : William, archidiacre de Northumberland, et Burchard, archidiacre de Durham et trésorier d'York.
S’il n'a pas laissé la réputation d'un lettré, l’évêque Hugues du Puiset a toutefois protégé Roger de Hoveden, chroniqueur qui commence à écrire en 1169. Il a aussi passé commande de deux grandes bibles, dont l'une (Durham Cathedral Library Manuscript A. II. 1), conservée à Durham, constitue un chef-d'œuvre de l'enluminure.
Hugues est mort le 3 mars 1195, au terme d'un règne exceptionnellement long pour son époque.